# Charles Dibdin
Charles Dibdin (Southampton, 15 marzo 1745 – Londra, 25 luglio 1814) è stato un musicista, drammaturgo, romanziere e attore inglese.

## Biografia
Da ragazzo, Charles Dibdin era un membro del coro della cattedrale di Winchester. A 15 anni si trasferisce a Londra. Nel 1762 fece la sua prima apparizione sul palcoscenico come cantante a Richmond. Poco dopo fu occupato alla London Covent Garden Opera. Lì lavorò come cantante e attirò anche l'attenzione su di sé come compositore di un pastorale The Shepherd's Artifice nel 1764. Nel 1768 fu assunto come cantante e compositore al Drury Lane Theatre di Londra.
Charles Dibdin è apparso al Theatre Royal di Londra, dove ha interpretato piccole scene da lui composte. Ha scritto numerosi drammi, tra cui la famosa operetta The Quaker (1777) e l'opera buffa The Ephesian Matron (1769), oltre a numerose canzoni, di cui le canzoni del mare erano le più popolari. Scrisse anche diversi romanzi The Devil (1785), Hannah Hewitt (1792), The Younger Brother (1793) e History of the English stage, l'autobiografia Professional Life (1803) e Musical Tour through England (1788) e History of the Palco (1795).
Anche suo figlio Thomas John Dibdin (1771-1841) fu un attore e scrisse numerosi drammi e circa 1.400 canzoni.